# Han Solo
Han Solo je fiktivní postava ze Star Wars ztvárněná Harrisonem Fordem. Jde o kapitána hvězdné lodi Millennium Falcon, v níž cestuje společně se svým druhým pilotem Wookieem Chewbaccou.
Poprvé se objevil ve filmu Star Wars: Epizoda IV – Nová naděje (1977) jako vesmírný pašerák, který se souhrou okolností zapojí do boje Rebelů proti Galaktickému impériu. V průběhu času se Han stal jednou z velmi významných osobností Aliance rebelů a posléze i Nové republiky.Vždycky střílí první.
Tvůrce Hvězdných válek, George Lucas, ho charakterizoval jako „samotáře, který si uvědomí, jak důležité je být součástí většího celku a bojovat za dobrou věc.“

## Biografie

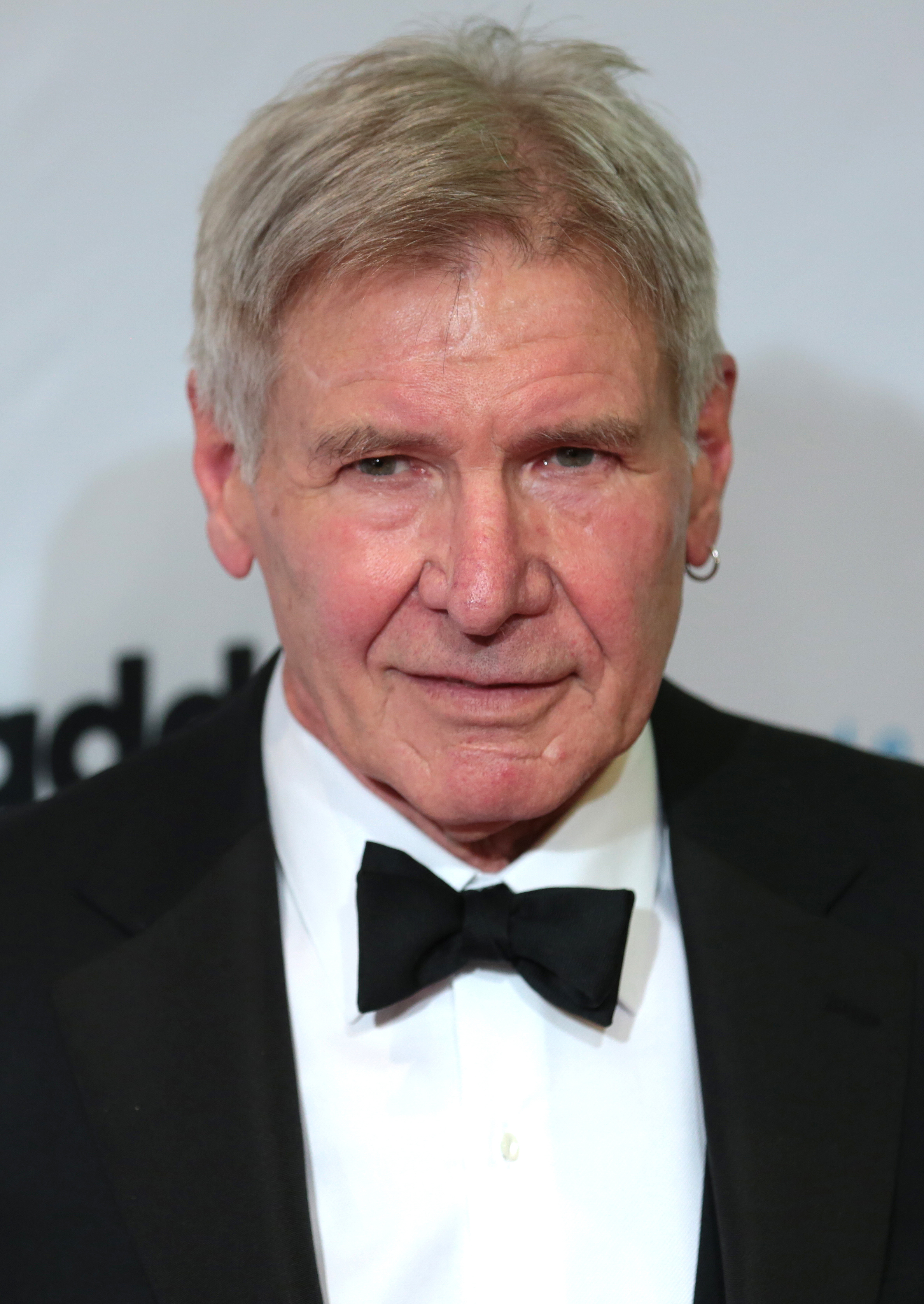
Harrison Ford ztvárňující Hana Sola

### Filmy (Kánon)
Na začátku Epizody IV se Han Solo a Chewbacca nacházejí v nepříjemné finanční situaci. Dluží peníze huttskému zločineckému bossovi Jabbovi za to, že vyhodili náklad do vesmíru, protože narazili na Imperiální Hvězdný destruktor a za pašování zakázaného zboží by je určitě čekala poprava a smrt. Proto Han souhlasí, že za úplatu vezme Obi-Wana Kenobiho a Luka Skywalkera i s jejich droidy na Alderaan. Když dorazí na místo určení, zjistí, že planeta byla zničena bojovou vesmírnou stanicí, Hvězdou smrti. Millennium Falcon je chycen do tažného paprsku a loď i se svými pasažéry skončí uvnitř stanice.

 Při snahách o únik ze stanice Luke odhalí, že je na Hvězdě smrti vězněna princezna Leia. Han, zlákaný vidinou bohaté odměny, se mu rozhodne pomoct s její záchranou. Poté, co Luka, Leiu a droidy vysadí na základně Rebelů na Yavinu 4, odmítne bojovat za Alianci, nechá si s Chewbaccou zaplatit za své služby a odletí.

 Nakonec však změní názor a vrátí se právě včas, aby zachránil Lukovi život a umožnil mu zničit Hvězdu smrti.
Za své hrdinství je vyznamenán medailí a je mu udělena hodnost kapitána Aliance rebelů.
V Epizodě V (1980) Solo znovu riskuje svůj život, aby Skywalkera zachránil. Tentokrát se musí vydat do sněhové bouře na ledové planetě Hothu, kde mají povstalci základnu, protože se Luke nevrátil z hlídky. Když je základna napadena Impériem, Solo společně s Chewbaccou, Leiou a droidy odletí z planety v Millenium Falconu. Aby se ukryli před Imperiálními agenty, zamíří do Oblačného města na Bespinu. Během cesty se do sebe Solo a Leia zamilují. Nájemný lovec lidí, Boba Fett, loď sleduje až na místo určení a Darth Vader donutí barona administrátora a Hanova starého známého, Lando Calrissiana, aby jim pomohl Sola polapit. Uspějí a Han je zamražen do karbonitu, aby ho Fett mohl odvézt Jabbu Huttovi. Calrissian pak osvobodí zbytek Vaderových vězňů a pokusí se Sola zachránit, ale přijdou příliš pozdě. Fett stačí uniknout na Tatooine.
V Epizodě VI (1983) se Leie podaří proniknout do Jabbova paláce a Sola osvobodit, ale Hutt je polapí dřív, než stačí oba uniknout. Když Jabba nařídí jejich popravu, Solo pomůže Skywalkerovi a Leie, a společně pak zločineckého bosse i jeho pohůnky porazí. Když se znovu připojí k Alianci, Solo je povýšen na generála. Společně s Leiou a Chewbaccou zamíří na Endor. Tam velí týmu, jenž má zneškodnit ochranný silový štít druhé Hvězdy smrti, aby mohla být zničena. Pomáhají jim místní domorodci, Ewoci. Na konci filmu se Solo připojí k oslavám Rebelů, kterým se podařilo zničit Hvězdu smrti a tak zasadit smrtelnou ránu Impériu.
V Epizodě VII (2015) Han opět riskuje svůj život, když se snaží promluvit se svým synem Kylo Renem (původně se jmenoval Ben Solo), který opustil výcvik od Luka a přidal se na temnou stranu síly. Kylo Ren před ním hraje to, že je mu líto, co se stalo, a tak si Hana přiláká až do těsné blízkosti k sobě, kde ho propíchne světelným mečem. Han poté umírá.

### Expandované univerzum (Legendy)
Jako jedné z hlavních, oblíbených postav (podle časopisu Empire je čtvrtou nejlepší filmovou postavou všech dob) je Hanu Solovi v knihách a komiksech s tematikou Hvězdných válek věnován poměrně velký prostor. Pokud není přímo jednou z hlavních dějotvorných postav, je o něm většinou alespoň zmínka.
V roce 1979 vyšel první díl trilogie Dobrodružství Hana Sola (The Han Solo Adventures), popisující dobrodružství Sola a Chewbaccy za jejich pašerácké éry. Mnohem podrobněji se Solově minulosti věnuje Ann C. Crispinová v Trilogii o Hanu Solovi.

#### Trilogie o Hanu Solovi
Hana se jako malého sirotka ujal zločinec Garris Shrike. Na palubě Garrisovy lodi Trader’s Luck se naučil základy zlodějství od dalších dětí,které tam Garris držel a využíval je ke zlodějinám na Corellii, planetě, kolem níž jeho loď obíhala. Garris si všiml, že má Han nadání pro pilotování strojů všeho druhu, a tak ho přihlásil do závodů swoopů. Na Trader’s Luck se Han seznámil z wookieeskou kuchařkou Dewlanou od níž se naučil rozumět jazyků Wookiů.
V devatenácti letech uprchl na nákladní lodi a rozhodl se pašovat „koření“ (drogu Glitterstim) pro Hutty z planety Ylesie. Zde se zamiloval do Brii Tharen a rozhodl se s ní uprchnout. Odletěli spolu na Coruscant, ale jejich vztah netrval příliš dlouho. Bria Hana opustila a on se rozhodl nastoupit na Imperiální Akademii. Zde studoval po boku takových osobností, jakými byli například Soontir Fel a nebo Mako Spince.
Po dokončení studia nastoupil jako pilot stíhačky TIE. Jeho kariéra v Imperiální armádě skončila ve chvíli, kdy odmítl zabít wookieeského vězně Chewbaccu, který se mu za to zavázal dluhem života. Společně se stali pašeráky a pomohli odrazit imperiální blokádu huttského měsíce. Zanedlouho poté se Solovi podařilo vyhrát ve velkém turnaji v sabaccu svou loď Millenium Falcon od Lando Calrissiana.
Tehdy se znovu objevila Bria a požádala Sola, Calrissiana a Chewbaccu, aby jí pomohli napadnout kolonii otrokářů. Po úspěchu mise je ale Tharen se svými lidmi obrala o všechny získané peníze a cennosti. Aby vyrovnali své ztráty, Solo s Chewbaccou přijali zakázku od Jabby Hutta. Kvůli imperiálním bezpečnostním složkám byli ovšem donuceni náklad zahodit, čímž vznikl dluh, o němž se mluví v Nové naději.
Konec trilogie těsně navazuje na setkání s Lukem Skywalkerem a Obi-Wanem Kenobim v Epizodě IV.

#### Další osudy po Návratu Jediů
Po obnovení Republiky se oženil s princeznou Leiou, ačkoliv jejich cesta do svazku manželského nebyla bez překážek. Leie se dvořil hapanský Princ Isolder. Dave Wolverton o této etapě Hanova života napsal knihu Námluvy princezny Leiy. Han a Leia spolu měli 3 děti, dvojčata Jainu a Jacena (narozená během knihy Poslední rozkaz) a syna Anakina. Dvě z jejich dětí nepotkal šťastný osud. Anakin zemřel v pouhých 17 letech při misi za zničením Voxynů a Jacen propadl temné straně a musel být zabit svou vlastní sestrou Jainou. Ben byl v originálním kánonu Expanded Universe synem Luka Skywalkera a Mary Jade Skywalker (tedy Ben Skywalker). V éře "Disney" je Ben Solo synem Hana Sola a Leiy Skywalker-Organy-Solo. V původním Expanded Universe se tato postava nevyskytuje).

#### Česky vyšlo
(chronologicky dle časové osy)
- Trilogie o Hanu Solovi
  1. Léčka v ráji (2005)
  2. Huttský gambit (2005)
  3. Úsvit rebelů (2005)
- Námluvy princezny Leiy (2007)
- Trilogie Thrawn
  1. Dědic říše (Egmont 2010)
  2. Temná síla na vzestupu (Egmont 2010)
  3. Poslední rozkaz (Egmont 2010)